# Neobisium sylvaticum
Neobisium sylvaticum är en spindeldjursart som först beskrevs av Carl Ludwig Koch 1835.  Neobisium sylvaticum ingår i släktet Neobisium och familjen helplåtklokrypare. Inga underarter finns listade i Catalogue of Life.